# 샌디 헬버그

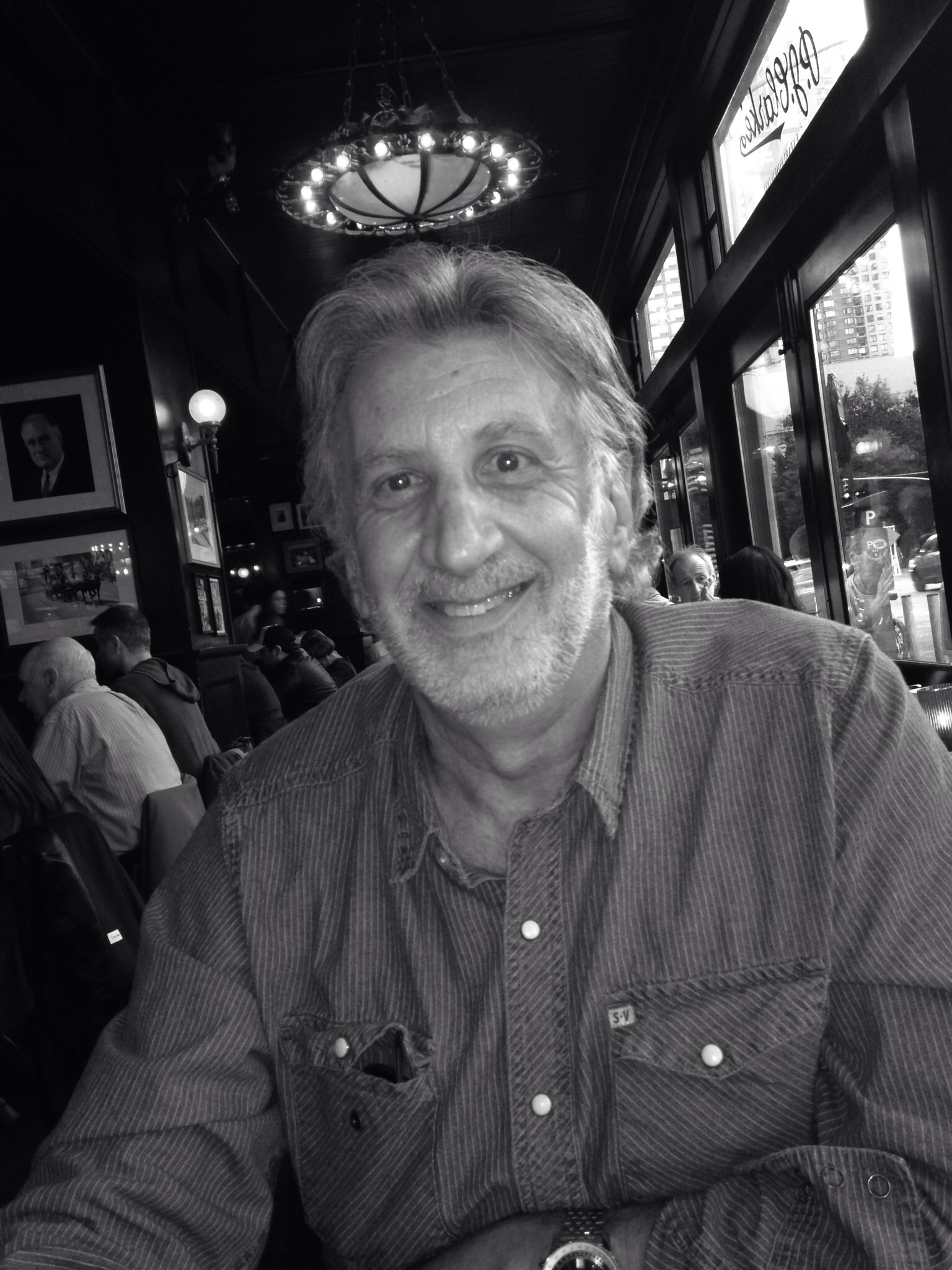

샌디 헬버그(Sandy Helberg, 1949년 5월 28일 ~ 2009년 10월 22일)는 독일의 배우, 텔레비전 배우이다.
프랑크푸르트에서 태어났다.

## 영화
- 스쿨 포 스카운드럴 (2006년)
- 쇼킹 묵시록 (1995년) - 알버트 역
- 모탈 컴뱃 (1995년)
- 스페이스볼 (1987년)
- 이것이 스파이널 탭이다 (1984년)
- 레밍턴 스틸 (1982년)
- 사랑 대소동 (1981년)
- 세계사 (1981년)
- 헐리우드 나이츠 (1980년)
- 고소공포증 (1977년)
- 스타 탄생 (1976년)